# Diedrich Arend von Rosenberg
Diedrich Arend von Rosenberg (Розенберг, Андрей Григорьевич en russe) (1739-1813) est un noble germano-balte et un général de l'Empire russe.

## Biographie
Il est le fils de Johann Georg von Rosenberg (1686-1750), chambellan de Riga, et de Anna Regina von Landsberg (†1773). Son frère Wilhelm Bernhard (1745-1814), major et conseiller d'État, fut président du tribunal supérieur d'Estonie.
Engagé comme soldat de la Garde en 1753, Rosenberg est caporal en 1755. Il combat lors de la Guerre de Sept Ans (1756-1763) et participe, entre autres, aux batailles de Gross-Jägersdorf et de Kay. Il est grièvement blessé lors de la bataille de Paltzig en août 1758.
Sous-lieutenant en 1758, il est major en second en 1760. Il est juge en chef au bureau du port de la Baltique en 1766. Lors de la guerre russo-turque de 1768-1774, il effectue des missions secrètes pour le comte Alexeï Orlov et le prince Iouri Vladimirovitch Dolgoroukov. Il combat à Tchesmé lors de la Révolution d'Orloff. Capitaine de la Garde impériale au régiment Préobrajensky en 1770, il est promu colonel en 1772. En 1778-1779, il participe aux actions militaires contre la confédération de Pologne. Major général en 1782, il est commandant du régiment de chasseurs de Tauride. Il est gouverneur militaire de Smolensk en 1788 et chef de régiment de Moscou. Il est General der Infanterie en 1797, chef du régiment de grenadiers de Moscou et inspecteur du district de Smolensk.
Il fut membre de la campagne de Suisse de Souvorov (1798) et de la campagne d'Italie durant la guerre de la Deuxième Coalition. Il est gouverneur à partir de 1803 des provinces de Minsk, de Volhynie et de Podolie. Il se retire de la vie militaire en 1805 pour raison de santé et meurt en 1813 sans postérité. 